# 里帕特兰索内
里帕特兰索内（義大利語：Ripatransone），是意大利阿斯科利皮切诺省的一个市镇。总面积74.11平方公里，人口4442人，人口密度59.9人/平方公里（2009年）。ISTAT代码为044063。